# 天津市武清区中医医院
天津市武清区中医医院，又称天津中医药大学附属武清中医院，始建于1988年，位于天津市武清区杨村街机场道10号，是天津市武清区唯一的一家三级甲等医院。